# George Maduro
George John Lionel Maduro, né le 15 juillet 1916 à Willemstad et mort 8 février 1945 dans le camp de concentration de Dachau, est un étudiant en droit néerlandais ayant servi comme officier lors de la bataille des Pays-Bas en 1940. Il s'est distingué en repoussant l'attaque allemande de La Haye et reçoit à titre posthume la médaille de chevalier de 4e classe de l'ordre militaire de Guillaume, la plus haute et la plus ancienne décoration militaire du Royaume des Pays-Bas.
Le parc de miniatures de Madurodam à La Haye, nommé d'après lui, a été créé à l'initiative de ses parents.

## Biographie

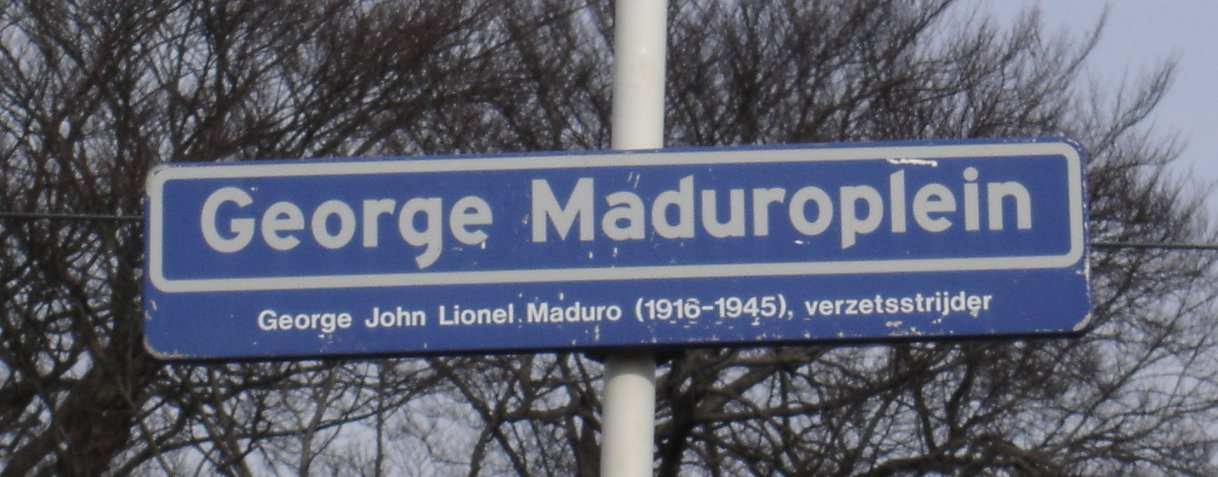
Panneau de la rue George Maduroplein à Schéveningue

George John Lionel Maduro naît le 15 juillet 1916 à Willemstad dans la colonie néerlandaise de Curaçao et dépendances. Il est le fils unique de Joshua et Rebecca Maduro, un couple néerlandais aux origines juives séfarades. 
Maduro a 23 ans et fait ses études de droit à l'université de Leyde lorsque l'Allemagne envahit les Pays-Bas le 10 mai 1940. Par une ordonnance royale du 21 novembre 1939, Maduro est nommé sous-lieutenant de réserve dans la cavalerie néerlandaise. 
Lors de la bataille des Pays-Bas, il est cantonné avec les hussards néerlandais à La Haye en tant qu'officier de réserve. Sous son commandement, les troupes terrestres allemandes stationnées à Ryswick sont vaincues et des parachutistes sont capturés. 
Le 15 mai 1940, lors de la capitulation de l'armée néerlandaise, Maduro est capturé par les troupes allemandes et est emprisonné à l'hôtel Oranje de Schéveningue.  
Lorsqu'il est libéré un an et demi plus tard, les forces d'occupation allemandes exigent que tous les Juifs portent l'étoile de David. Maduro refuse de le faire et rejoint la résistance néerlandaise. Il est très actif dans le passage de pilotes alliés vers l'Espagne et le Portugal. Après de nombreux succès, Maduro finit par être capturé par les forces nazies et est renvoyé en prison. 

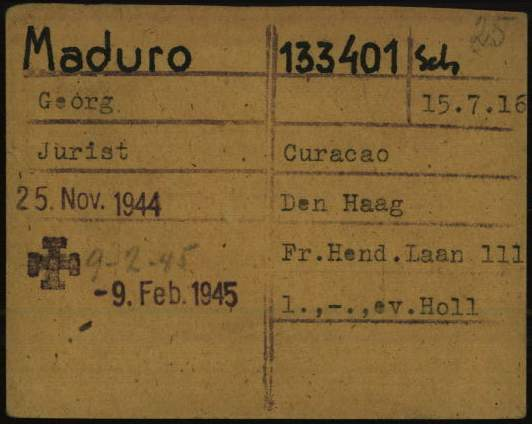
Carte d'enregistrement de George Maduro en tant que prisonnier dans le camp de concentration nazi de Dachau

Après son évasion, il rejoint la résistance mais est trahi par un collaborateur belge et capturé à nouveau par la Gestapo allemande qui l'emprisonne d'abord à Sarrebruck avant de le transférer au camp de concentration de Dachau. En février 1945, trois mois avant la libération du camp par les troupes américaines, Maduro meurt du typhus. On suppose qu'il est enterré dans le cimetière du camp.

## Hommages et distinctions

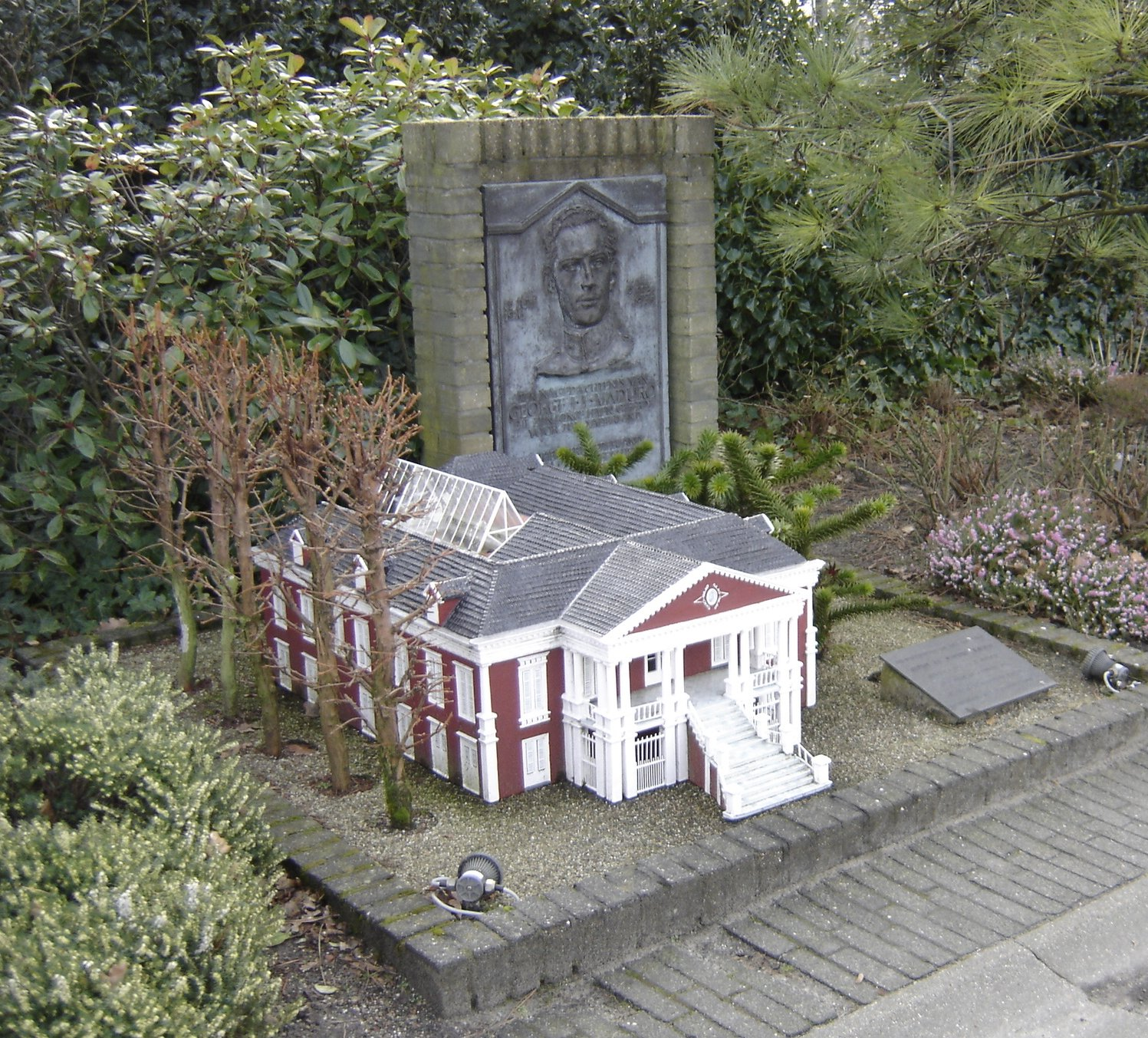
Maquette de la maison familiale de Maduro à Madurodam

Il est le seul Néerlandais d'origine antillaise à avoir reçu la 4e classe de chevalier de l'ordre militaire de Guillaume, décernée à titre posthume. 

## Postérité

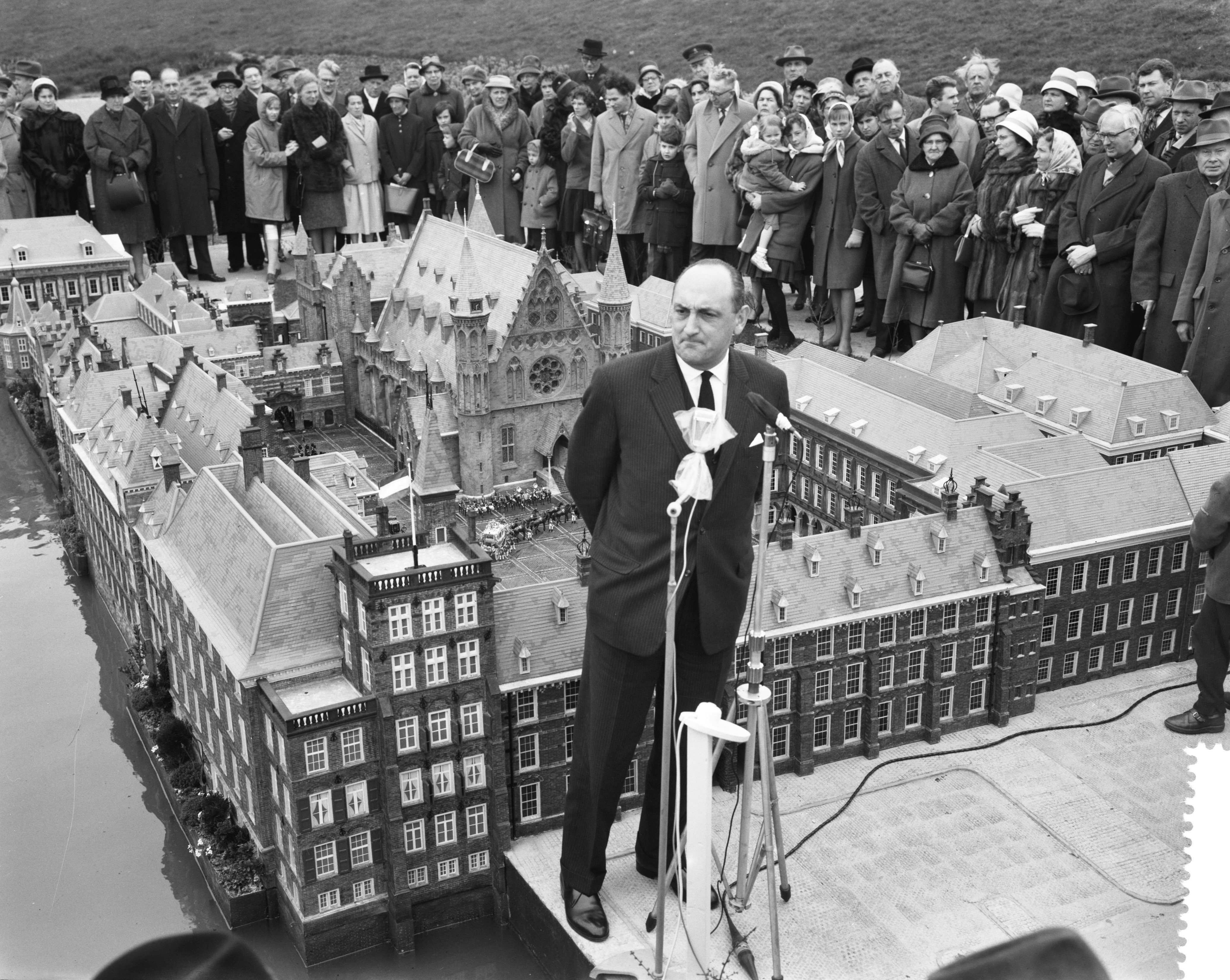
Inauguration de Madurodam en 1961

- Le parc de Madurodam est construit à l'initiative des parents de George Maduro, en mémoire de lui. Il est inauguré en 1961. En 1993, une maquette de la maison natale de Maduro à Curaçao est ajoutée au parc.
- La place George-Maduroplein, située à Schéveningue,  La Haye, porte son nom.
- Un documentaire sur la vie de Maduro est réalisé en 2001 par Alfred Edelstein.